# Philip Kim
Philip Kim (født 1997) er en canadisk breakdanser.
Han repræsenterede Canada ved sommer-OL i Paris i 2024 , hvor han vandt guld.